# 袞衣

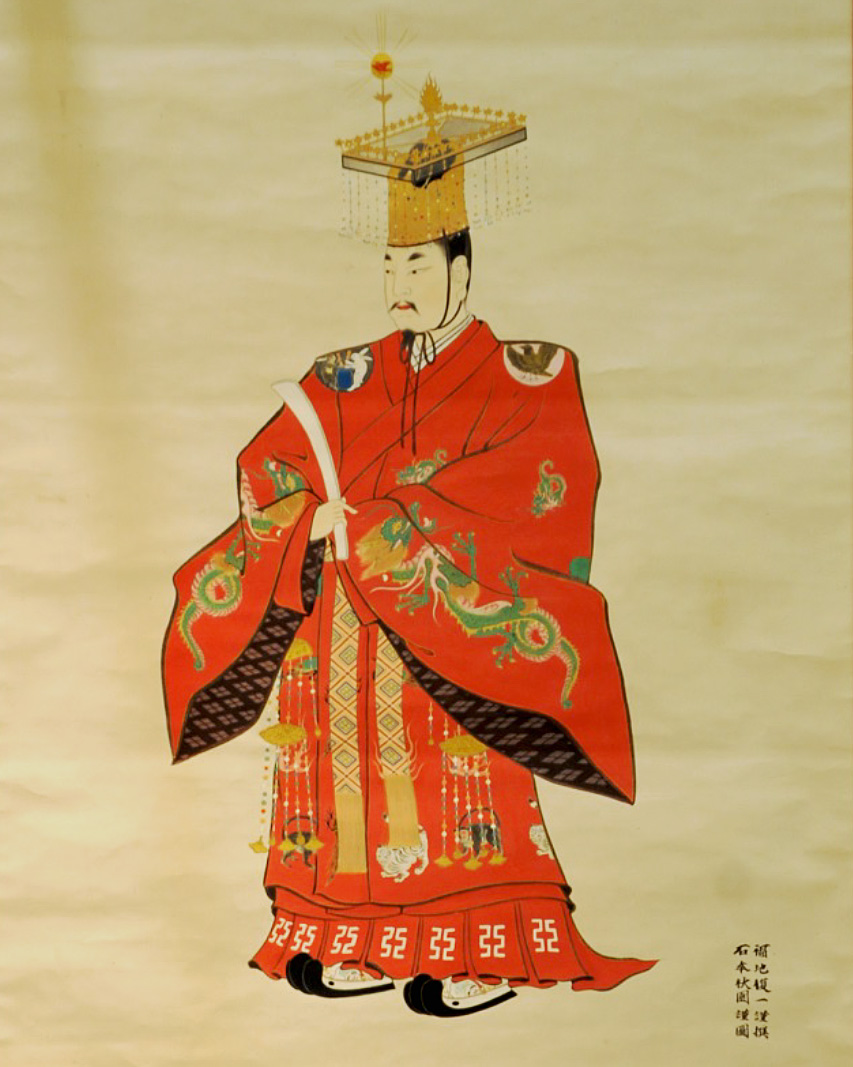
袞冕を身にまとう後三条天皇（石本秋園『大礼服着御図』）。本来は裳の下から袴が3寸ほど（約9センチ）見える着装が正しい。

袞衣（こんえ、こんい）は、天皇が着用する礼服である。中国における皇帝の袞服（こんぷく）に相当し、日本では天皇が即位や朝賀の儀式に冕冠とともに着用した。
中国の袞服は「玄衣纁裳（げんいくんも）」と呼ばれ、黒色の上衣に赤色の裳が特徴であるが、日本の袞衣は上下とも赤色である。また日本では袴の上から裳を着装するなど、下半身の構成に独自の形式が見られる。
袞衣は孝明天皇の即位の礼まで使用されたが、明治天皇以降は黄櫨染御袍が即位の礼に用いられるようになった。

## 概要
袞衣とは「袞龍御衣（こんりょうのぎょい）」の略であり、龍の刺繍が施された礼服で、中国に由来する。『詩経』豳風・九罭には、成王が周公旦を出迎える際に着用する袞衣についての言及がある。
『周礼』春官に、「享先王、則袞冕（先王を祭亨するときは、袞冕を着用し）」とあり、天子が先王を祀る際は、袞衣と冕冠を着用するとある。「袞」とは、巻龍の衣のことである（『周礼』注）。
日本において袞衣は、天皇が即位や朝賀の儀式に着用する礼服であり、天子礼服とも称された。袞衣は大袖、小袖、裳（も）から構成され、大袖と裳には龍を含む十二章と呼ばれる12種の文様がそれぞれ刺繍された。袞衣は孝明天皇まで、即位の礼において冕冠とともに使用され、両者を合わせて冕服、袞冕（こんべん）、袞冕十二章（こんべんじゅうにしょう）とも称された。
日本の袞衣は上下とも赤色だが、中国の袞服は伝統的に「玄衣纁裳」といい、黒色の上衣に赤色の裳が用いられた。日本の袞衣が赤色である理由については、隋代初期の制度（『隋書』礼儀志）に倣ったのではないかとする説がある。しかし、日本で袞衣が採用された時期の王朝は唐であり、『唐令』衣服令にある「玄衣纁裳」の規定とは一致しない。また、隋の文帝（楊堅）は、朝会（朝廷での儀式や会議）で用いる朝服は赤一色に改めたが、祭祀で用いる袞冕は従来通りとしたため、袞服が赤色になったわけではない。
さらに、日本の冕冠には中国に見られない日形の飾りがつけられている。これに関連して、「日出処の天子」として天皇が太陽と特別な関係を持つことを象徴するため、袞衣も太陽を象徴する赤色が選ばれたのではないかという説が存在する。

## 天皇の袞衣とその歴史

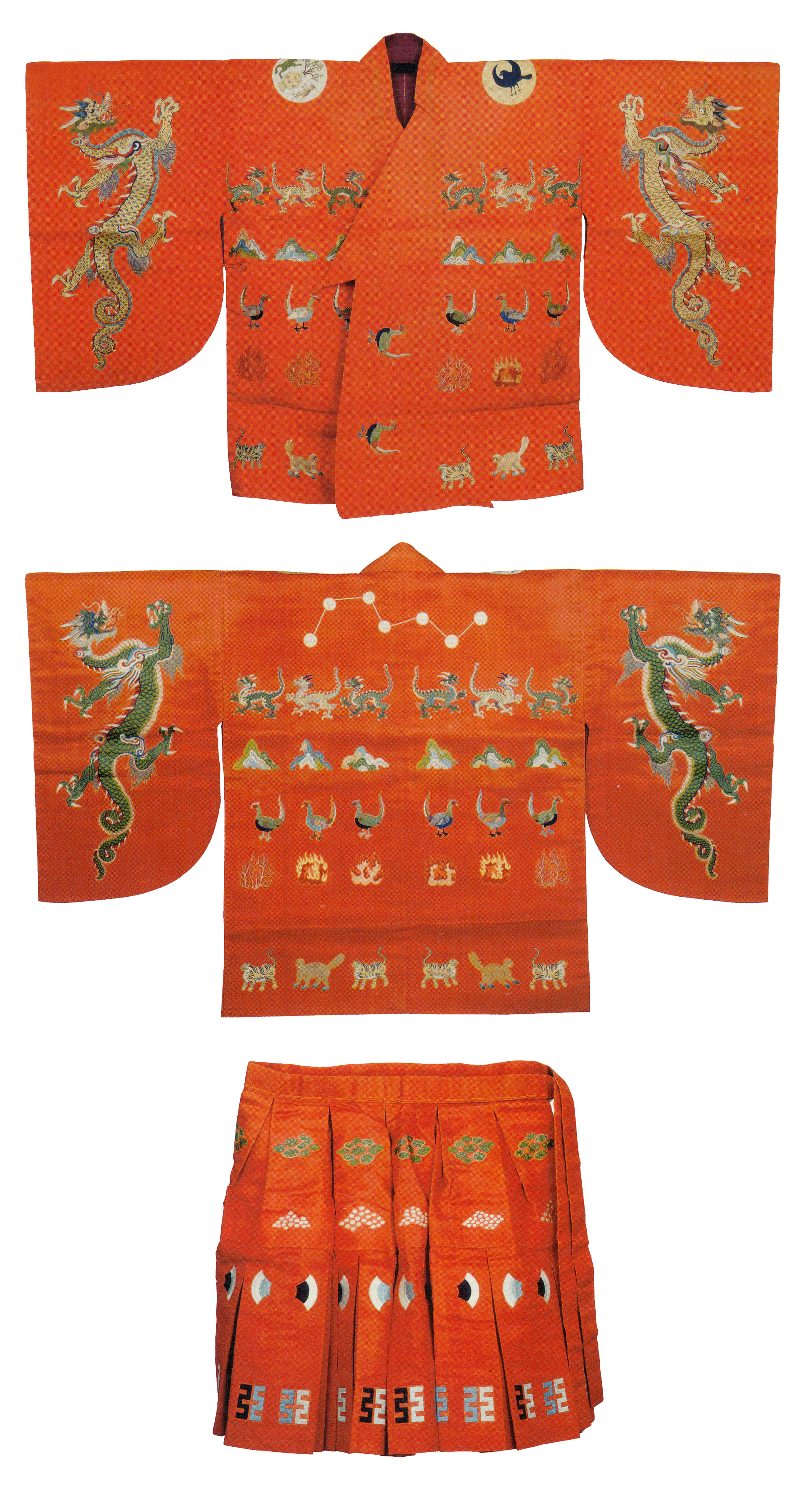
孝明天皇の袞衣（大袖と裳）

近世の天皇の袞衣は赤色の大袖、小袖、裳からなり、大袖と裳に十二章を直接刺繍、もしくは別裂に刺繍したものを切付（きりつけ）の手法で縫い付けて配する。

### 奈良時代
『続日本紀』には、「天平四年正月乙巳朔、大極殿に御して朝を受く。天皇始めて冕服を服す」と記されている。これにより、天皇が冕冠と袞衣をはじめて着用したのは天平4年（732年）とされる。しかし、実際にはこのとき十二章を配した袞衣を着ていたわけではなかった。
『養老律令』の「衣服令」には、皇太子以下の服装の規定は存在するが、天皇の服装に関する規定は存在しない。例えば、皇太子の礼服は「黄丹衣」と定められており、それが赤みがかった黄色であることは明らかだが、天皇の礼服の色については不明である。
正倉院には「礼服御冠残欠」として、聖武天皇（太上天皇）および光明皇后（皇太后）の礼冠の残欠を整理した函が伝わる。その中には二人の礼服を納めたことを示す木牌が収められており、その裏面には「天平勝宝4年4月9日」の日付が記されている。天平勝宝4年（752年）4月9日は東大寺大仏の開眼会の日であり、これにより、これらの礼服がそのとき使用されたものと考えられている。
この礼服は現存していないが、後世に行われた曝涼（虫干し）の記録が正倉院文書にある。延暦12年（793年）の『曝涼使解（ばくりょうしげ）』や弘仁2年（811年）の『勘物使解（かんもつしげ）』によると、聖武天皇は帛袷袍（はくのあわせほう）、即ち白絹の袷の袍を着ていたと考えられている。
白は穢のない清浄さを象徴し、今日でも天皇が大嘗祭や新嘗祭で着用する御祭服は純白である。したがって、奈良時代の天皇の礼服は、後の帛衣（はくぎぬ）や御祭服へと受け継がれる、無刺繍の白色の礼服であったと推測される。

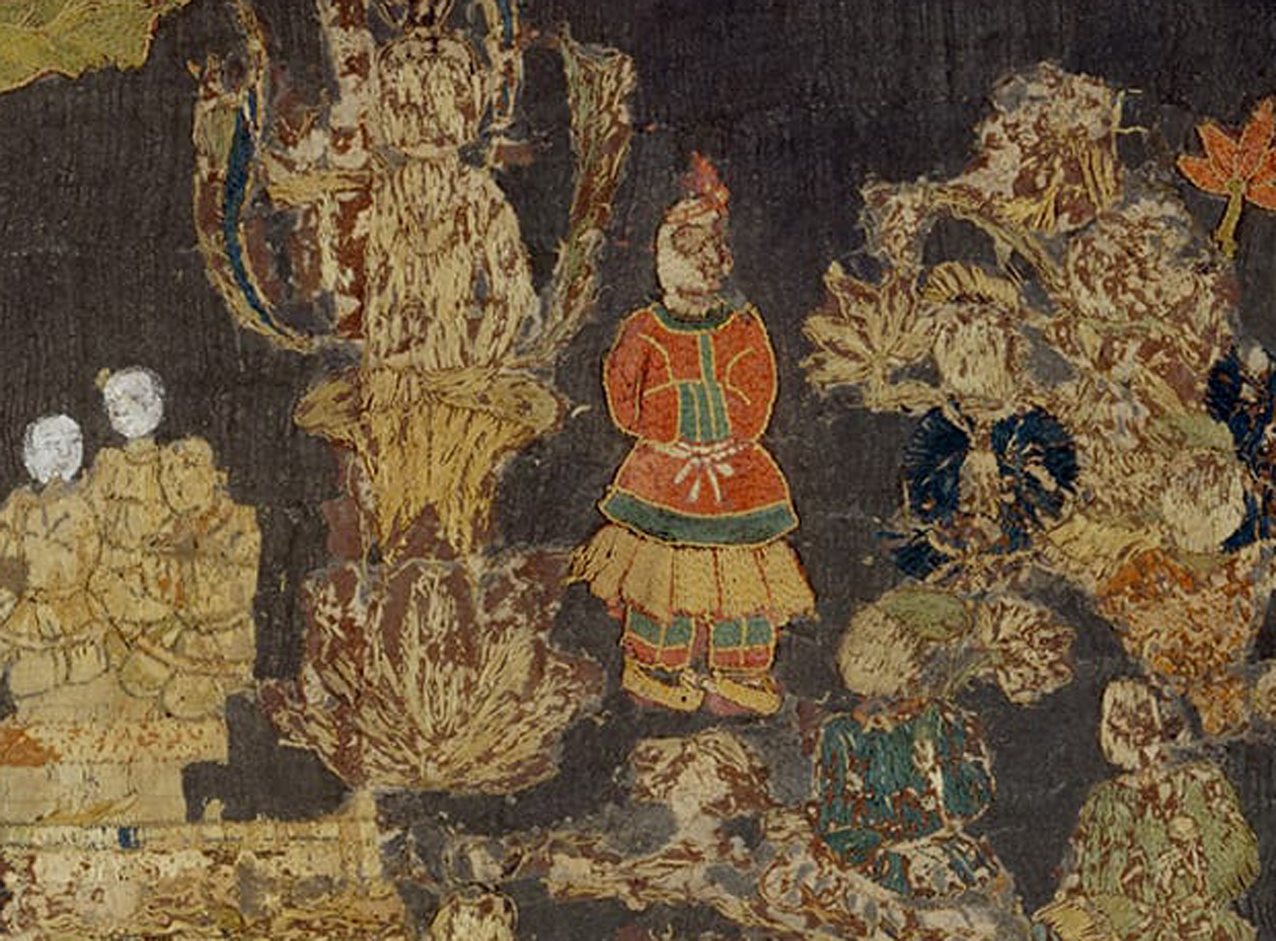
『天寿国繡帳』の男性。袴の上から着用しているスカートが褶。

正倉院文書に記録されている聖武天皇の礼服一式は以下の通りである。
- 帛袷袍：1領
- 襖子：2領（絮綿1、袷1）
- 汗衫：1領
- 褶：1腰（羅襴）
- 袴：1腰（絮綿）
- 袷幞子：2條（各2副）

袍は表衣、襖子（おうし）は裏のある下着、絮綿（じょめん）は綿入り、袷は綿を入れないもの、汗衫（かんさん）は裏のない下着、褶（ひらみ）は丈の短い巻スカートで、後世の「裳（も）」に相当する。幞子は包み布を意味する。
唐の皇帝の冕服は「衣・裳」（上衣とスカート）で構成されるが、日本の天皇の礼服は「衣・袴・褶」と、特に下半身の構成に違いが見られる。褶は襞（ひだ）のある丈の短い巻スカートのことで、平安時代には裳とも呼ばれるようになった。日本では臣下の文官礼服でも袴の上から褶を着装するが、中国の冕服や朝服（日本の礼服に相当）では袴の上から裙や裳のようなスカート状の衣服を着ることはない。
褶は推古朝以来の伝統を受け継ぐものであり、日本の袞衣にも採用されている。唐の冕服を参考にしつつも、日本では下半身の構成が独自に発展した（詳細は「礼服」を参照のこと）。
正倉院には、大仏開眼会の際に聖武天皇が着用したものと見られる靴「衲御礼履（のうのごらいり）」が伝わる。

### 平安時代
袞衣が実際に天皇の礼服として規定されたのは、弘仁11年（820年）の嵯峨天皇の詔によるものであった。この詔において、天皇は神事には「帛衣」、朝賀には「袞冕十二章」、諸行事では「黄櫨染衣（こうろぜんきぬ）」を着用する決まりが定められた（『日本紀略』弘仁11年2月2日条）。
袞冕十二章とは冕冠と袞衣を指す。冕冠には冕板の前後から12旒（宝玉を糸で連ねた飾り）が垂下しており、袞衣には12の文様が刺繍され、この文様は十二章と呼ばれた。
源師房『土右記』の長元9年（1036年）7月4日条には、第69代・後朱雀天皇の即位礼の前に行われた「礼服御覧」に関する記録が記されている。礼服御覧とは、即位礼で天皇が着用する袞冕十二章を内蔵寮から取り出し、自ら点検する儀式である。『土右記』によると、天皇の礼服のうち、上衣は「大袖緋色綾」と記されており、緋色の綾で作られた大袖だったことがわかる。また、上衣には「繍日月山火焔鳥龍虎猿」と記されており、これは日、月、山、火焔、鳥、龍、虎、猿を表す8つの文様が刺繍されていたことを示している。
さらに、小袖と裳も上衣と同じ色であり、裳には折枝、斧形、巴字などの文様が刺繍されていた。小袖は大袖の下に着る中衣であり、刺繍は施されていなかった。また、奈良時代には襖子と呼ばれていたものに相当する。
日本の袞衣と唐の袞服には様々な相違があり、色を白から赤に変え、十二章を加えた以外、奈良時代の天皇礼服を踏襲していると考えられる（後述）。唐の実態を十分に理解せぬまま、日本独自の解釈による形式的な「唐風化」が行われたと考えられている。
袞衣は当初、朝賀にのみ着用されていたが、後に即位の礼にも用いられるようになった。正暦4年（993年）を最後に朝賀が廃止されると、袞衣は江戸時代末期まで即位の礼にのみ着用されるようになった。

### 鎌倉時代
『後深草院御記』弘安11年（1288年）3月3日条に、伏見天皇即位に先立つ父の後深草上皇による礼服の検分の記述がある。
これによると、十二章の意匠のうち、大袖に配された文様は近世の大袖のそれと同様だったことがわかる。裳に配された文様は一部判読不明な箇所（黼か）があるが、黻（己に似た形）と合わせても二章で、残り二章が言及されておらず、全部で十章である。しかし、言及されていないだけで実際は裳に四章配されていたと考えられている。
北朝初代・光厳天皇の礼服御覧の際、内蔵寮の倉の破損により、礼服類が湿気ていることが判明し、礼服は天皇の父の後伏見上皇の御所にしばらく保管された。後伏見上皇はこのとき宮中の御用絵師である高階隆継に命じ、礼服の図を描かせた（『貞和五年御即位記』）。その図は彩色まで本物通りであったという。

### 南北朝・室町時代
正慶2年（1333年）、鎌倉幕府滅亡時の戦乱で、それ以前に存在した天皇、女帝、童帝、皇后、皇太子の礼服はすべて失われた。建武4年（1337年）12月28日、北朝2代・光明天皇の即位礼に際しては、即位に伴う装束すべてが新調された（『光明院御記』）。天皇の礼服は後伏見天皇が描かせた絵図を基に、ほぼ元の形で復元された。冕冠も正倉院より天皇礼冠を出蔵して参考にし、新調した。
北朝3代・崇光天皇の即位時には、光明天皇のときの礼服を使用した。第100代・後小松天皇のときは幼帝であったため、高倉家が光明天皇の礼服を参考に小形のものを新調した（高倉永行『装束雑事抄』）。
第101代・称光天皇の即位時には、「宝蔵焼失」により礼服一式が新たに調製された。新調されたものは、玉御冠（冕冠）、赤色大袖、同色小袖、同色御裳、玉佩二流、白綬一筋、牙御笏、錦御襪、御履である（『称光院御即位記』）。
なお、称光天皇の礼服御覧のときに礼服辛櫃2合、冠桶2合と2人分あったことから、宝蔵焼失で失われたのは光明天皇時に調製した礼服で、後小松天皇のときの童帝用礼服は焼失を免れたと考えられている。
応仁の乱の際、天皇の礼服は戦乱を避けて比叡山に疎開させたため、無事であった。文明6年（1474年）3月27日、公家の甘露寺親長を遣わして、「御礼服」を比叡山から召し寄せた（『親長卿記』）。
しかし、天皇礼服以外の即位に伴うほとんどの用品が戦乱で失われたため、第104代・後柏原天皇の即位礼は20年以上挙行されなかった。その間、天皇礼服や冕冠の修理、並びに諸臣の礼服の新調などを行い、大永元年（1521年）3月22日にようやく即位礼が執り行われた。続く第105代・後奈良天皇、第106代・正親町天皇の即位礼でも礼服が使用された。正親町天皇の際には、冕冠（礼冠）と玉佩は修理が必要であったため、仏師が修理した（『言継卿記』）。

### 安土桃山時代
天正14年（1586年）の第107代・後陽成天皇の即位礼は天下人・豊臣秀吉の支援のもとで行われたため、戦国時代と比べて資金的には余裕があった。しかし、天皇の装束は、夏冬の束帯と御引直衣は新調されたが、礼服は新調されなかった。おそらく称光天皇のときに調製された礼服が使用されたものと思われる。

### 江戸時代

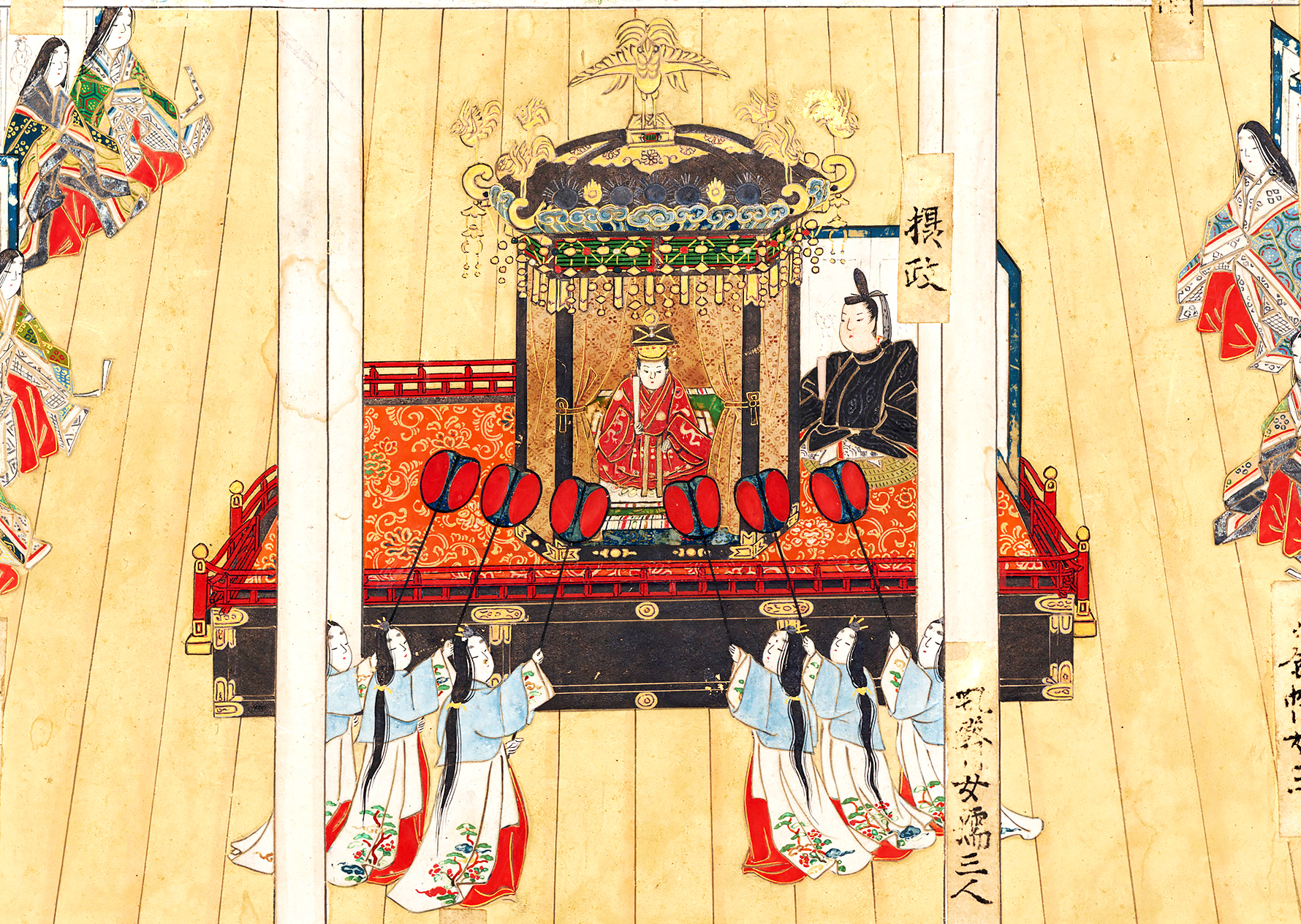
袞冕十二章を身にまとう霊元天皇。『霊元天皇即位・後西天皇譲位図屏風』』より。

一般に有職故実は戦国時代に衰退し、江戸時代に復興したと考えられている。いわゆる「寛永有職（かんえいゆうそく）」は、時としていたずらに華美を追うものという評価がなされることもある。
しかし、袞衣に関しては、後伏見天皇が描かせた礼服絵図や応仁の乱時に礼服類を比叡山に疎開させていたおかげで、その意匠は戦国時代以前からの形式が江戸時代まで保たれていたと考えられている。
慶長16年（1611年）に行われた第108代・後水尾天皇の即位礼では、豊臣秀吉のときの献金による装束新調をしのぎ、当時の天皇が使用する全種類が調進された（『高倉家文書』）。天皇礼服関連では、大袖、小袖、裳、襪が新調されたが、冕冠と舄は元のものが使用されたと考えられている。
寛永7年（1630年）に行われた第109代・明正天皇の即位礼では、天皇が女性天皇であったため、白一色の十二単の礼服が新調された。その生地は白唐綾無文であり、古例に倣って十二章は配されなかった（『玉露叢』）。。
寛永20年（1643年）に行われた第110代・後光明天皇の即位礼では、天皇が幼帝であったため礼服が新調された。このとき用いられた袞衣の雛形「礼服形」が現存している。紙製の雛形に描かれた意匠は現存する袞衣の意匠とほぼ同じである。
承応2年（1653年）の禁裏の火災により、それ以前の礼服類の多くが焼失したと考えられている。ただし明暦2年（1656年）に行われた第111代・後西天皇の即位の際の礼服御覧では、新調品とともに「古物一具」が用いられており、このときは後光明天皇の礼服が残っていた可能性が指摘されている。
京都御所の東山御文庫には後西天皇以降の歴代天皇が着用した礼服がすべて保管されている。しかし、大正元年（1912年）に行われた東山御文庫の調査は『御服御目録』（宮内庁書陵部蔵）としてまとめられたが、その内容が杜撰であったため、所有者の認定には疑義があり、後光明天皇までの礼服が紛れ込んでいる可能性が指摘されている。 
『霊元天皇即位・後西天皇譲位図屏風』（17世紀）には、第112代・霊元天皇が冕冠をかぶり、赤の袞衣を身にまとって高御座に座す姿が描かれている。即位図屏風に直接天皇の龍顔が描かれるのは異例である。
霊元天皇の袞衣は刺繍が外された状態で現存しているとされる（『言成卿記』）。しかし、『御服御目録』では、この袞衣は後西天皇のものであるとされ、調査の杜撰さが指摘されている。
また、第113代・東山天皇と第121代・孝明天皇が着用した赤色の袞衣（大袖、小袖、裳）が、それぞれ京都御所の東山御文庫に御物として伝わる。東山天皇の袞衣の十二章は生地に直接刺繍しているのに対して、孝明天皇のそれは別裂に刺繍したものを切り取って生地に切付の手法で縫い付けている。
刺繍は色糸と金糸を用い、同文様でも色の組み合わせや細部の表現を変えるなど、技巧を凝らしたものである。

## 女性天皇の礼服

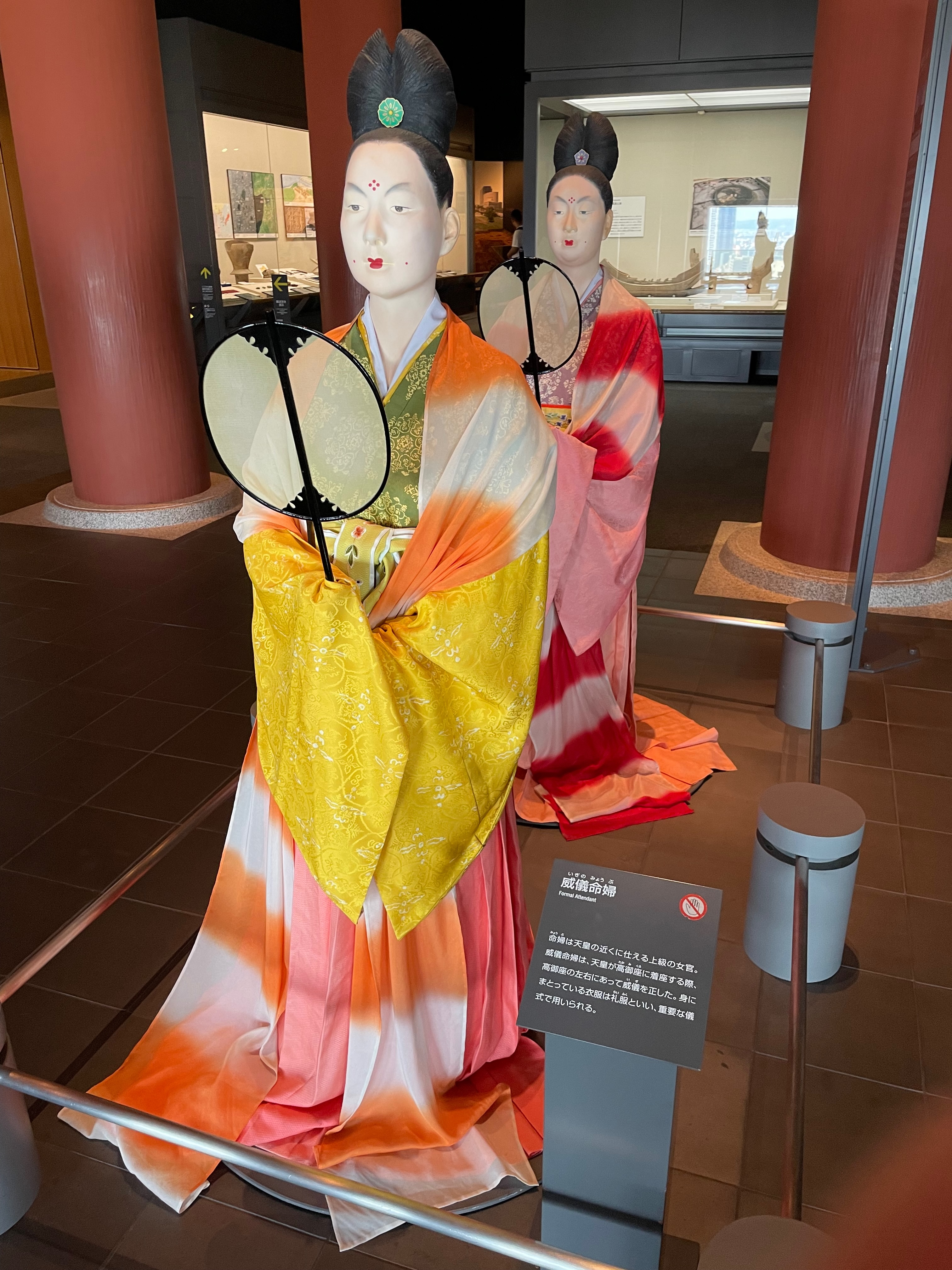
奈良時代の威儀命婦の礼服姿（復元）、大阪歴史博物館の展示

『正倉院文書』には女性天皇（女帝）の礼服に関する記録はない。『土右記』によると、内蔵寮に保管されていた女性天皇の礼服は、「大袖、小袖、裙等皆白綾無繍文、小袖下縫付白羅、如男裳者也」と記されている。つまり、上衣の大袖、その下に着る小袖、そして下衣の裙（くん）もすべて白い綾織物で作られ、刺繍は施されておらず、十二種の文様も用いられていなかった。裙はスカートに相当する。
「小袖下縫付白羅、如男裳者也」は、小袖の下に白い薄絹（羅）を縫い付け、男帝の裳に似た形状をしていたという意味である。つまり、小袖の下に、男帝の裳に似た構造の白い薄絹が縫い付けられていたと考えられる。十二単（五衣唐衣裳）では表衣の背部の腰に裳を着用するが、この礼服はその形式ではなく、奈良時代の礼服と同様に褶（ひらみ）を備えていたと考えられる。
『土右記』が記された時代に最も近い女性天皇は孝謙天皇（重祚して称徳天皇）である。そのため、この礼服は孝謙天皇が着用したものであった可能性が高い。仮にそうであれば、奈良時代の女性天皇の礼服も白色であったと推測される。
裙と褶（裳）のいずれを上に着用したかについては、小袖は裙の上に着用するため、女性天皇の礼服では裙の上に褶を重ねたと考えられる。
また、江戸時代に即位した第117代・後桜町天皇が着用した礼服が、京都御所の東山御文庫に御物として伝えられている。

## 幼少天皇の礼服
『土右記』によると、幼少天皇（童帝）の礼服は、「大袖、小袖、裳色繍等同上」とある。つまり、大袖、小袖、裳はすべて成人天皇と同じように赤色で、十二章の文様が縫い付けられていた。

## 構成
以下は袞衣を含む、成人天皇の礼服一式の構成である。
1. 冕冠（べんかん）：日形、旒（りゅう）等の装飾のつく天皇専用の冠。詳しくは「冕冠」を参照のこと。
2. 大袖（おおそで）：垂領（たりくび）、広袖の赤色の表衣。十二章のうち八章が配されている。元は白色だった。
3. 小袖（こそで）：盤領（まるえり）、筒袖の赤色の内衣。刺繍はなし。
4. 裳（も）：襞（ひだ）のある赤色の巻スカート。十二章のうち四章が配されている。袴の上から着装する。元は褶（ひらみ）と呼ばれていた。
5. 袴（はかま）：白色の表袴。
6. 笏（しゃく）：象牙製。
7. 綬（じゅ）：白色の組紐の帯。
8. 玉佩（ぎょくはい）：腰につける玉で出来た飾り物。臣下は一連だが天皇は二連。
9. 襪（しとうず）：錦製の靴下。足袋と違って袋状で足先は丸い。
10. 舄（せきのくつ）：革製の赤色の靴。平安以降は黒色が使われることもあった。

上述のように天皇礼服の構成は平安時代以降、戦国時代を経てもほとんど変わらなかったと考えられているが、細部ではいくつか相違がある。
綬は日本では白色の帯を指すが、中国では腰から垂らす一種の後掛けを意味した。また、平安中期以降、短綬を腰から一筋もしくは二筋垂らすようになった。
舄は赤色の靴と黒色の靴（烏皮舄）が時期によって用いられたがいずれが本来正しいのかよくわかっていない。正倉院に所蔵されている聖武天皇のものと見られる舄（御礼履）は赤色である。襪も赤地と白地の二種類があった。

## 龍の爪の数

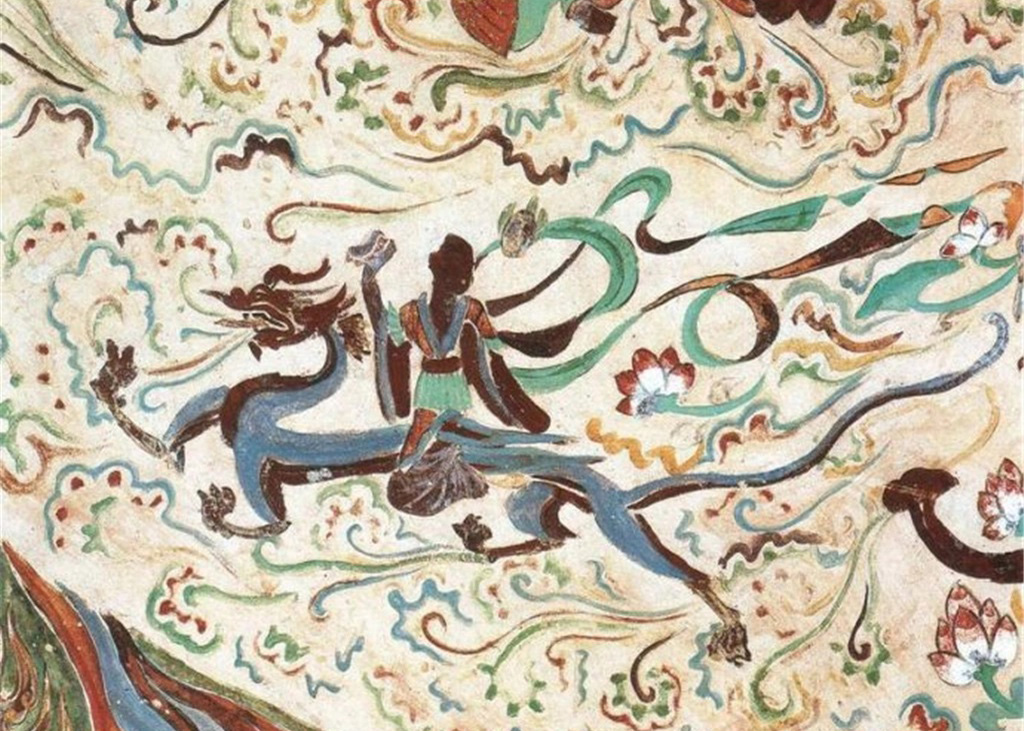
敦煌莫高窟329窟の騎龍仙人

大袖に配された袞龍・小龍の爪の数は、いずれも前脚片側が四爪、その他が三爪である。日本では、キトラ古墳や高松塚古墳の壁画に見られるように、飛鳥・奈良時代から三爪の青龍が一般的であった。
中国においても、初唐に描かれた敦煌の莫高窟の龍は三爪であり、また唐の李憲の恵陵壁画の青龍は四爪であった。このように、唐から宋にかけては三爪または四爪の龍が一般的であった。しかし、元・明の境の頃からは五爪龍が広まり、主流となっていった。
延祐元年（1314年）、元朝第4代皇帝・アユルバルワダ（仁宗）は、龍を「五爪ニ角」と定義し、鳳凰とともに皇帝以外の者による龍の文様の使用を禁じた。これ以降、中国では五爪龍が標準的な意匠とされるようになった。元朝はモンゴル人による王朝であり、品位や出自に応じて、使用可能な文様・素材・色を制度的に制限していた。

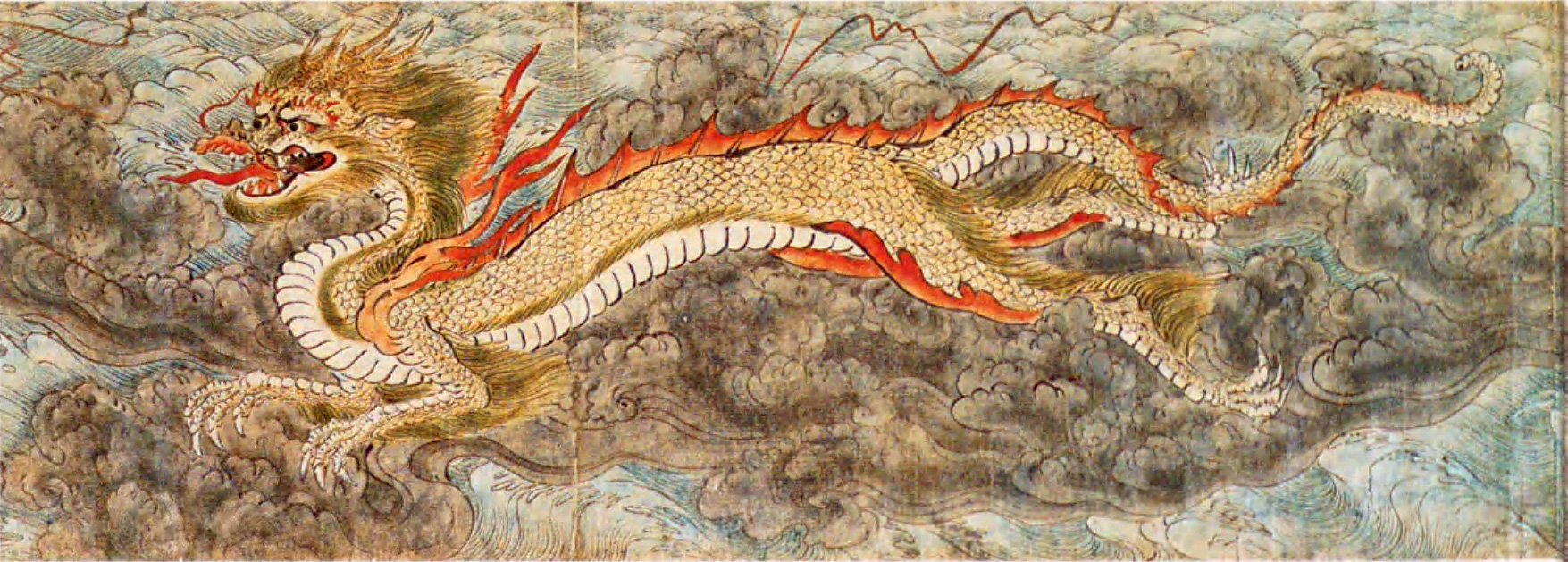
『華厳宗祖師絵伝』に描かれた龍、鎌倉時代、13世紀初頭。

明代に入ると、この制限は一部緩和され、明代初期には一品から六品までの官僚に四爪龍の使用が許可された。永楽15年（1417年）には、永楽帝が藩国の王に「金繡蟒龍」という文様の服を下賜している。蟒（うわばみ）は大蛇のことで、龍とは別の文様とされていた。このときの蟒龍の爪の数は不明だが、明代には五爪および四爪の蟒龍が存在した。
龍に類似する文様には、飛魚（ひぎょ）や斗牛（とぎゅう）もあり、飛魚は背に翼を持ち四爪、斗牛は水牛のような角を持ち、四爪または三爪で描かれるのが特徴であった。これらはいずれも龍に似ていたが、明確に区別された。こうした区別は清代にも受け継がれた。
袞衣に描かれた龍が三爪である理由については、一部に日本が中国から属国扱いされていたためとする説がある。しかし、日本が袞衣を導入したのは嵯峨天皇の在位中である820年のことであり、当時の唐でも三爪龍が一般的であったことから、この説とは時代的な整合性を欠く。
明代には朝貢国に皮弁服が、清代には服飾用の布が下賜されたが、日本の天皇は朝貢関係を持たず、袞衣も独自に制作された。そのため、日本の袞衣が中国王朝の服制に制限されることはなかった。
日本の袞衣に描かれた龍の前脚片側だけが四爪である理由は明らかではない。ただし、キトラ古墳や高松塚古墳の壁画に描かれた青龍の前後脚においても、手前側が三爪、奥側が四爪で表現されていることが確認されており、古代からの意匠を継承した可能性も考えられる。

## 中国
周代には、祭祀に応じて天子が着用する礼服が6種類あり、「六冕」と呼ばれた。このうち先王を祀る際に着用する礼服が袞冕であった。袞冕とは袞服（巻龍衣）と冕冠という意味である。袞服の意匠の詳細は不明だが、後世に儒学者たちによって龍を含む十二章を配した礼服と解釈された。
秦の始皇帝は六冕を廃止し、袀玄（きんげん）と呼ばれる黒一色の礼服に変えた。前漢でも袞冕は用いられなかった。
後漢の明帝のとき、冕冠とともに袞服が復活した。上衣は黒色（玄）、下衣（裳）は赤色（纁）。以後、中国皇帝の袞服は基本的に「玄衣纁裳（げんいくんも）」に十二章を配したものになった。
天監7年（508年）、梁の武帝（蕭衍）は『周礼』にあった六冕の最上位の「大裘冕（だいきゅうべん）」を再興した。裘は羊の毛皮のことであるが、再興された大裘冕の礼服は上衣が黒の絹布、下衣の裳は赤色で、いずれも文様や刺繍がなく、冕冠は旒のないものであった。
明代には、冕服で着用する袞衣のほかに、袞龍袍（こんりょうほう）と呼ばれる龍の刺繍を施した円領の袍があり、これも袞服や袞衣と呼ばれた。袞龍袍を着用する際には、冕冠ではなく翼善冠をかぶった。

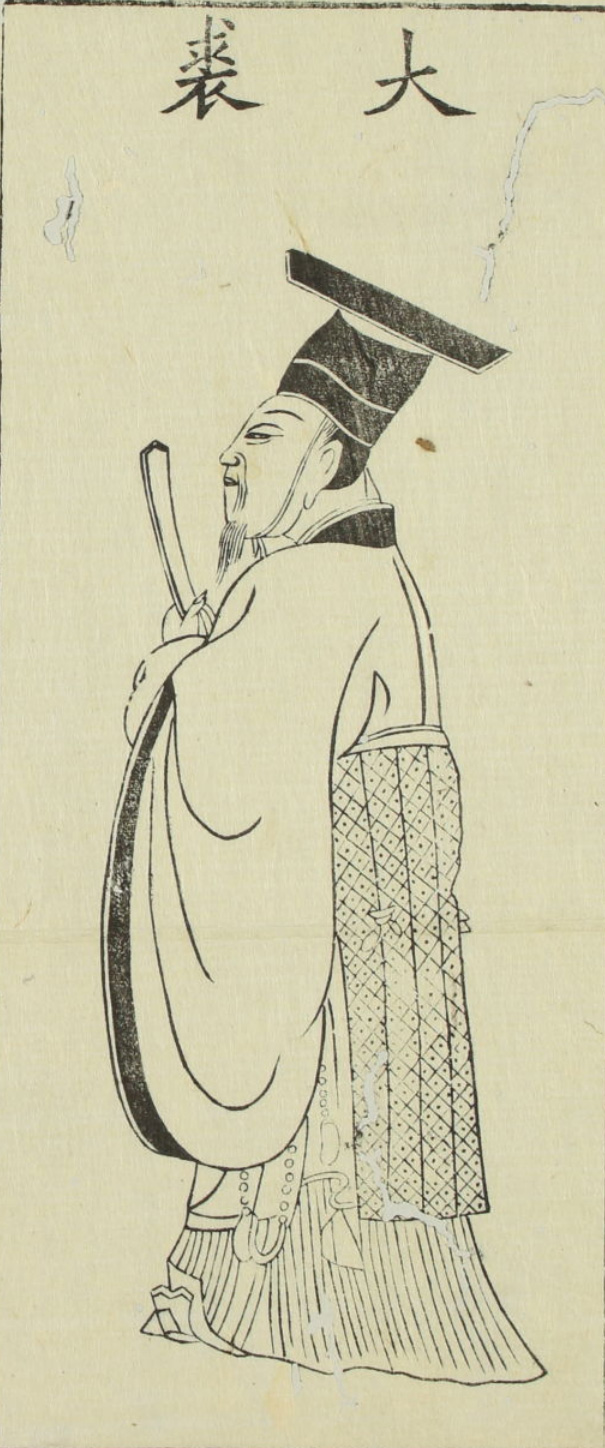
大裘冕。『新定三礼図』より
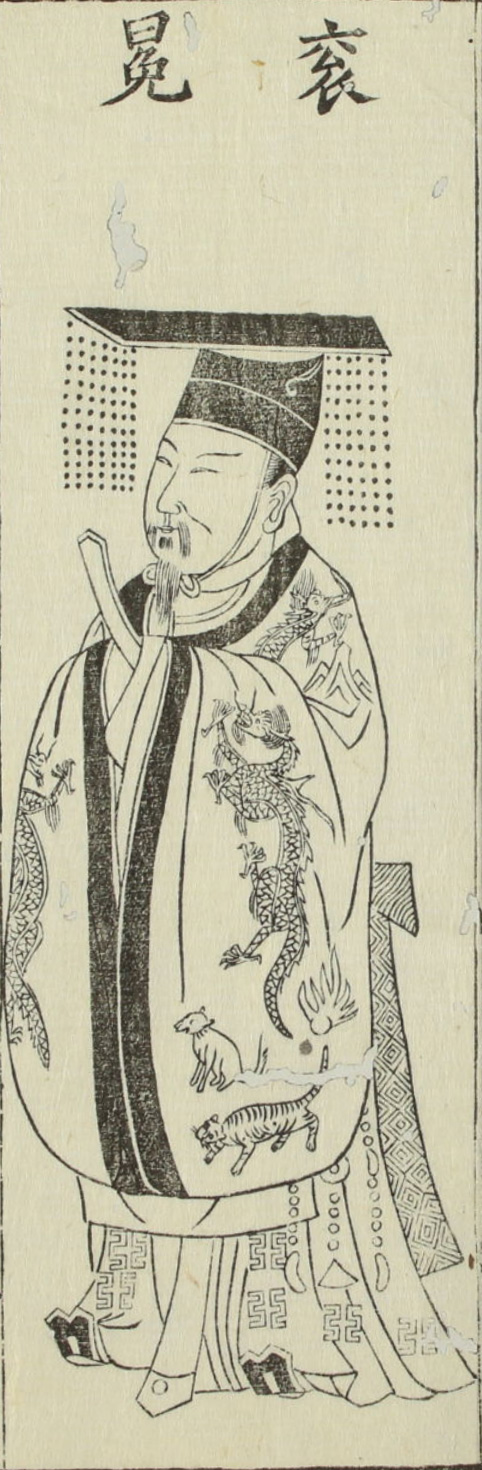
袞冕。『新定三礼図』より
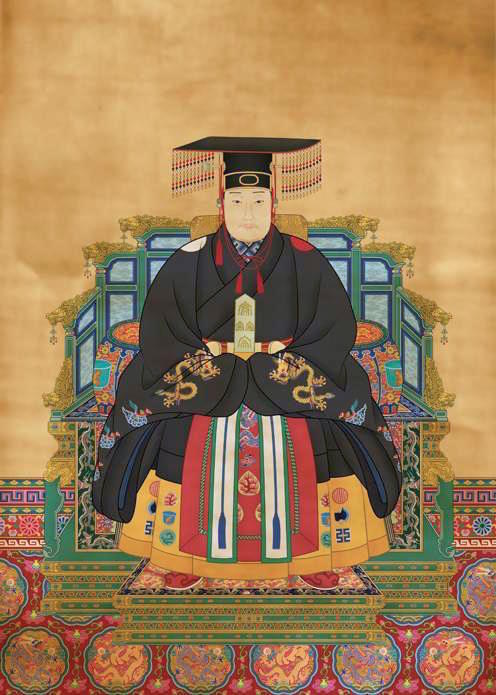
明王朝の万暦帝の冕服
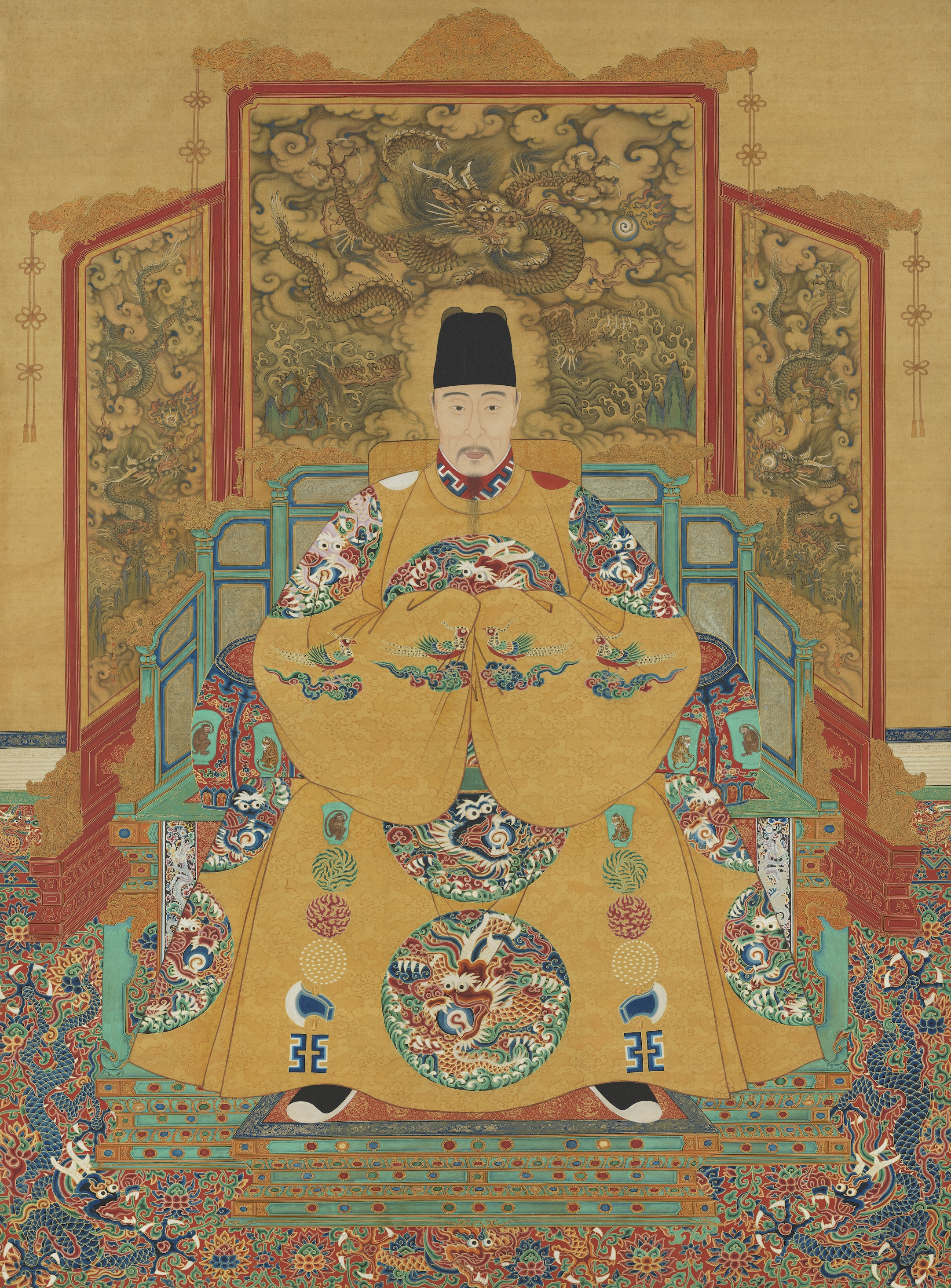
明王朝の嘉靖帝の翼善冠と袞龍袍

## 十二章
大袖
赤地に、袞冕十二章のうち「日・月・星辰・山・龍・火・華蟲・宗彝」の8種の文様が施される。各文様は刺繍で表される。建武四年の光明天皇即位のときには、別の絹に刺繍して貼り付けた。近世の遺品では、東山天皇御料は生地に直接刺繍されているが、孝明天皇御料では、別裂の小片に刺繍して縫い付けられている。
- 日：左肩に配され、日輪の中に三足烏が描かれる。
- 月：右肩に配され、月輪の中に花瓶に挿した桂の枝があり、その左右に兎と蟾蜍（ヒキガエル）が描かれる。
- 七星：北斗七星が背の上部に配される。
- 山：身の前後に配される。
- 龍：袖部の前後に大型の巻龍、身の前後に小龍が配される。
- 火炎
- 華蟲：雉を表す文様で、身の前後に配される。
- 宗彝：宗廟の酒器に描かれた文様に由来し、虎（勇）と猿（孝）が配される。

裳
大袖と同じ赤地に、袞冕十二章のうち「藻」「粉米」「黼（ほ、斧の形）」「黻（ふつ、「亜」字形）」の四種の文様が施される。

## 日中の袞冕の相違点
日本の袞冕と中国（唐）のそれとの間には以下のような相違点がある。
1. 唐では上衣が黒色（玄）で、裳は赤色（纁）を用いるが、日本は赤一色である。
2. 唐では文様を「織成」で表すが、日本では刺繍が用いられる。
3. 唐の下着は「白紗中単」と呼ばれる白色の薄絹であるが、日本では赤色の無地小袖が使われる。
4. 唐における綬は腰に装飾として付けられるが、日本では帯として機能する。また、日本の袞衣には大帯・仮帯・革帯が見られない。
5. 日本の袞衣には蔽膝（へいしつ）と呼ばれる前掛けが存在しない。
6. 日本の袞衣には褶（ひらみ）があるが、唐の袞服にはない。
7. 日本の袞衣には袴があるが、唐の袞服にはない。
8. 日本の袞衣には剣が付属していない。
9. 日本の冕冠には「黈纊充耳」という耳当てがなく、その代わりに「日形」の飾りがつく。
10. 日本の冕冠の旒は瓔珞や多色の玉で構成されるが、唐の旒は白一色の玉を糸で貫いたものである。

日本の袞冕十二章は嵯峨天皇のときに定められたが、嵯峨朝の期間には遣唐使は一度も派遣されていない。また、平安時代になってからも遣唐使はわずか2度しか派遣されていない。そのため、当時の「唐風化」は、唐の実態を知らぬまま、想像によって行われた可能性が指摘されている。